# 舊土爾扈特部
舊土爾扈特部是由渥巴錫率領、從俄羅斯伏爾加河流域遷徙至中國境內的土爾扈特部落，後為清代新疆境内的蒙古盟。乾隆三十六年（1771年）舊土爾扈特歸降清朝，被安置於天山北路一帶。舊土爾扈特部分為南、北、東、西四路，稱烏訥恩素珠克圖盟。中华民国大陆时期被新疆省政府废除，分属新疆北部各县。

## 歷史
土爾扈特部原為厄魯特四部之一，其姓氏不詳，遊牧於雅爾（在今新疆塔城以西哈薩克斯坦境內）。明代末年，土爾扈特首領和鄂爾勒克與準噶爾部巴圖爾琿臺吉交惡，率部西遷至俄羅斯額濟勒河（伏爾加河）下遊一帶建卡尔梅克汗国，“俄羅斯因稱為己屬”。和鄂爾勒克之叔父保蘭阿噶勒琥、莽海等則率部隨顧實汗遷至青海；另有一小部土爾扈特留在原地未徙。清順治十二年（1655年），土爾扈特首領書庫爾岱青始與清朝通貢。

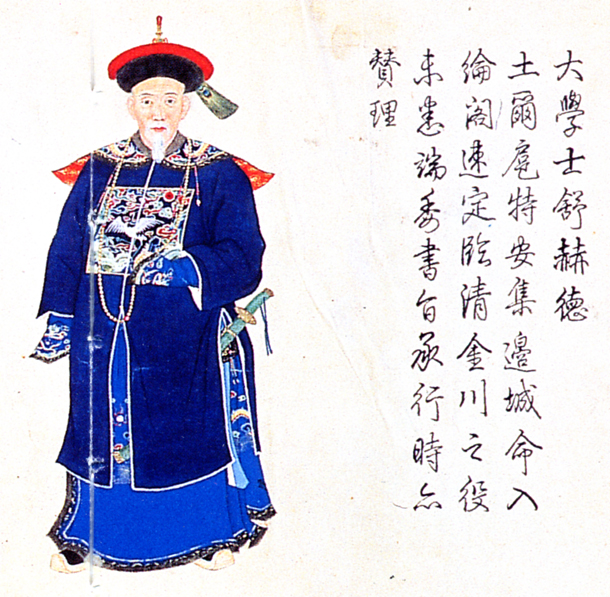
辦理招撫舊土爾扈特的總理回疆事務參贊大臣舒赫德

乾隆二十三年（1758年），清軍滅準噶爾汗國，征服了準噶爾部統治下的各部族。原依附於準噶爾的土爾扈特台吉舍稜先逃到俄國，後投奔伏爾加河的土爾扈特部。舍稜說服土爾扈特汗渥巴錫，乘清軍佔領伊犁未久，率部東進搶佔伊犁。乾隆三十五年冬（1771年初），渥巴錫率所屬各部越過俄羅斯邊界，俄國軍隊追之不及。不久，渥巴錫由巴爾喀什湖進入中國境內的哈薩克地界。伊犁將軍伊勒圖命令哈薩克人不准渥巴錫通過其地。渥巴錫轉道沙喇伯可（今伊塞克湖以北），又遭到布鲁特诸部（柯尔克孜人）的進攻，不得已北上戈壁（今古尔班通古特沙漠），“人皆取馬牛之血而飲，瘟疫大作”。此時渥巴錫得知清軍已嚴加防備，且己方人畜死亡過半，無力攻佔伊犁，於是在清軍常設卡倫以外徘徊。伊勒圖遣使存問其來意，渥巴錫與眾台吉、喇嘛商議數日後，不得已率所部七萬餘人歸降，稱前來歸附，並獻上其祖所受明代永樂八年漢文篆書敕封玉印。舍稜也被迫一同歸順。

清人《万法归一图》描绘了乾隆帝在热河普陀宗乘之庙款待渥巴锡等土尔扈特部首领并一同听高僧讲法的场景

伊勒圖報聞朝廷後，乾隆皇帝命駐烏什的總理回疆事務參贊大臣舒赫德前往伊犁安撫土爾扈特。朝廷撥白銀二十萬兩及糧草、牛羊、棉布等賑濟土爾扈特部眾。乾隆三十六年（1771年）九月，渥巴錫赴熱河覲見乾隆皇帝，被封為“舊土爾扈特卓哩克圖汗”。乾隆皇帝雖知土爾扈特內附實為情非得已，仍稱贊其“誠心歸順，甚屬可嘉”，並“賜予封爵，以示渥澤”；同時在御製詩中表明了處理土爾扈特問題的態度：“弗受將為盜，俾安皆我民”“指地安置伊等时，务必以间隔而居之。我之将军，大臣等驻于其间，致使伊等断然不能互通音讯为善。其中之渥巴锡，策伯克多尔济，舍楞等三人，更不得居于一处”。於是清廷分土爾扈特為新舊二部。渥巴錫所領土爾扈特為舊土爾扈特部，賜盟號烏訥恩素珠克圖盟，被安置於新疆喀喇沙爾、庫爾喀喇烏蘇與塔爾巴哈臺一帶，分別由喀喇沙爾辦事大臣、烏魯木齊都統與塔爾巴哈台參贊大臣管轄，並統屬於伊犁將軍。乾隆四十年（1775年），分舊土爾扈特為南、北、東、西四路，共十旗，又稱“烏訥恩素珠克圖四路盟”或称“四路烏訥恩素珠克圖盟”。
1820年，新疆張格爾之亂，清廷调集土尔扈特骑兵平叛。1865年，新疆各地爆发民乱，库车民乱首领热西丁和卓实行民族屠杀政策，波及到了珠尔都斯草原，6000多土尔扈特人被杀害。1872年，阿古柏占领珠尔都斯草原，在抵抗中8000余名土尔扈特人战死沙场，部民随第九代汗王布彦乌勒哲依图退至科布多，汗王府被阿古柏军占领并烧毁。
1930年，新疆省政府主席金树仁决定“改土归流”，废黜蒙旗扎萨克制度，时土尔扈特汗王滿楚克札布年幼，其叔叔森钦活佛摄政，抵制改土归流，1932年被秘密杀害。1937年新疆边防督办盛世才借口阴谋暴动案，拘捕滿楚克札布折磨成精神分裂症，对外公开宣称送满楚克扎布去国外学习军事，直至1944年9月盛世才倒台后才获释。尔德尼代理盟长。1939年5月，新疆省政府、新疆省边防督办公署批准对旧土尔扈特部（烏訥恩素珠克圖四盟）、新土尔扈特部（青塞特奇勒圖盟）、和硕特部（巴圖塞特奇勒圖盟）改土归流，撤销旧土尔扈特南路盟，改设和通县（同年先后改名和顺县、和靖县），隶属于焉耆行政督察专员公署，县府驻和通苏木（原舊土爾扈特卓哩克圖汗王府内），原来的5旗改为5个区公所，区名沿用原旗名：开来区、察腾区（茶滕）、扎布素尔区、斜米尔区（谢米尔）、兑牛区（堆牛、对牛）。原各旗的旗长（固孜达，管理政事的官员）任区长，各苏木的章京任村长。新疆省政府委任殷英（滿楚克札布的姐夫，原旧土尔扈特南路盟长公署协理与营务处长）代理和通县县长，后尔德尼任县长）。1944年盛世才倒台后，重庆国民政府实控新疆省，推行新县制、改原来的区村制度为保甲制。
1944年新疆发生三区革命后，1944年4月15日强自德（藏人，班禅在巴音布鲁克草原的财产管家）、舍盖（斜米尔旗贫苦牧民，马仲英入疆时曾当兵作战）为首的牧民游击队在艾尔彬地区乌兰哈达，夜袭全歼县政府警察局驻巴音布鲁克派出所及第128师第383团护送警察派出所的一个排。随即，达鹤天、巴生率县蒙古族保安队300多人马进驻小尤鲁都斯，1945年5月10日里应外合，在巴生率领下宣布起义，其中200多人参加三区革命，70多人选择回家务农。1945年8月7日，三区革命临时政府发布17号令把开都河流域的巴音布鲁克游击队实控的和靖县西部珠勒都斯地区单独划出成立尤鲁都斯县，归伊犁专署管辖，珠勒都斯草原成为三区革命的根据地。1946年9月13日，新疆省政府主席张治中发布公函，令滿楚克札布的福晋乌静彬代理和靖县长（原任县党部书记长）、焉耆行政公署副專員，随即乌静彬为恢复盟长（公署）事上书中央，蒋介石指示由新疆地方处理。1947年7月9日，南京国民政府正式宣布恢复了滿楚克札布的舊土爾扈特卓哩克圖汗位及旧土尔扈特南路乌纳恩素珠克图盟盟长职务，乌静彬为副盟长并主持盟务。1947年10月26日，滿楚克札布嫡长子恭本德吉特承袭汗位并兼任盟长，实际仍由乌静彬主持盟务。

## 烏訥恩素珠克圖四盟十旗
舊土爾扈特分為10個旗：在喀喇沙爾一帶設4個旗，他們是今巴音郭楞蒙古自治州和靜縣一帶蒙古族的祖先；在和布克賽爾一帶設3個旗，他們是今和布克賽爾蒙古自治縣及克拉瑪依市蒙古族的祖先；在庫爾喀喇烏蘇一帶設2個旗，他們是今烏蘇縣及奎屯市、石河子市一帶蒙古族的祖先；在精河設1旗，他們是今博州精河縣及博樂市一部分蒙古人的祖先。 
据1917年北洋《政府公报》所载：新疆的舊土爾扈特部蒙古有汗1人（卓哩克图汗满楚扎布）；札薩克親王1人（旧土尔扈特北路右旗第七世亲王和硕布延图亲王鄂罗勒默扎布）；札薩克郡王2人； 札薩克貝勒2人；札薩克貝子1人；札薩克輔國公1人；札薩克一等台吉3人。
- 南路烏訥恩素珠克圖盟，統南路舊土爾扈特部四旗，又稱“珠勒都斯土爾扈特”，遊牧於珠勒都斯河流域（今新疆和靜縣）。乾隆三十六年（1771年）设旗。1774年渥巴锡获准率领仅剩的3800户11336人移居珠尔都斯草原并恢复游牧。1775年8月26日编设南路土尔扈特乌纳恩素珠克图盟，渥巴锡之子策凌纳木扎勒为盟长，辖4旗54苏木，33678人。
  - 南路舊土爾扈特旗（卓哩克圖汗旗）
  - 南路舊土爾扈特中旗
  - 南路舊土爾扈特右旗
  - 南路舊土爾扈特左旗
- 北路烏訥恩素珠克圖盟，統北路舊土爾扈特部三旗，又稱“霍博克薩里土爾扈特”，乾隆三十七年定牧於霍博克薩里（和布克賽爾縣）一帶。由策伯克多尔济任盟长，下设3旗共14苏木，人口11709人。归塔尔巴哈台参赞大臣兼辖。
  - 北路舊土爾扈特旗（旧土尔扈特部北路旗）：策伯克多尔济随土尔扈特汗渥巴锡归清，乾隆三十六年（1771年）置札萨克旗，下设4佐领；封“和硕布延图亲王”。乾隆四十八年（1783）赐世袭。牧地东至噶札尔巴什诺尔，西至察汉鄂博，南至戈壁，北至额尔齐斯河。[11]
  - 北路舊土爾扈特右旗：乾隆五十年（1785）置。策伯克多尔济子一等台吉恭格车棱裔。设4佐领（一作6佐领）。道光二年（1822）赐世袭。
  - 北路舊土爾扈特左旗：乾隆三十六年（1771）渥巴锡汗族子阿克萨哈勒随汗归清，封一等台吉。乾隆四十年（1775），授札萨克，建旗，下设4佐领。道光二年（1822）赐世袭。
- 東路烏訥恩素珠克圖盟，統東路舊土爾扈特部二旗，又稱“濟爾哈朗土爾扈特”，遊牧於新疆巩乃斯河、喀什河流域。皆為乾隆三十六年置。郡王车凌德勒克为盟长，下设两旗7苏木，人口5120人。
  - 東路舊土爾扈特右旗：乾隆三十六年（1771），渥巴锡汗族弟巴木巴尔随汗归清，封札萨克多罗毕锡哷勒图郡王，建旗。分4佐领。隶乌讷恩素珠克图东路盟，归库尔喀喇乌苏（今新疆乌苏县）大臣管辖。四十八年（1783）赐世袭。牧地跨济尔噶朗河。东至奎屯河，南接珠勒都斯土尔扈特界，北至戈壁，南至精河所属军台。其地今属乌苏县。
  - 東路舊土爾扈特左旗：乾隆三十六年（1771），渥巴锡汗族子奇布腾随汗归清，封札萨克固山依特格勒贝子，建旗。分3佐领。隶乌讷恩素珠克图东路盟，归库尔喀喇乌苏（今新疆乌苏县）大臣管辖。四十八年（1783）赐世袭。牧地跨济尔噶朗河。东至奎屯河，南抵珠勒都斯土尔扈特界，北至戈壁，西至精河所属军台。其地今属乌苏县。
- 西路烏訥恩素珠克圖盟，統西路舊土爾扈特部一旗，又稱“精土爾扈特”、“晶河土爾扈特”，遊牧於晶河（驻牧地在今新疆精河县西南、尼勒克县西北部）一帶。贝勒默们图为盟长，下设1旗4苏木，人口2252人。
  - 西路舊土爾扈特旗，乾隆三十六年（1771）置。因该盟仅一旗，故民国时期称为“乌纳恩素珠克图特别旗”。

## 舊土爾扈特卓哩克圖汗世系
| 世代     | 名字                           | 在位年代       | 备注                       |
| -------- | ------------------------------ | -------------- | -------------------------- |
| 第一代   | 渥巴錫                         | 1761年－1775年 |                            |
| 第二代   | 策璘納木札勒                   | 1775年－1792年 | 渥巴錫之子                 |
| 第三代   | 霍紹齊                         | 1792年－1806年 | 策璘納木札勒之子           |
| 第四代   | 丹津旺濟爾                     | 1806年－1808年 | 霍紹齊之弟                 |
| 第五代   | 那木濟勒多爾濟                 | 1808年－1809年 | 丹津旺濟爾之弟             |
| 第六代   | 策登多爾濟                     | 1809年－1831年 | 那木濟勒多爾濟之子         |
| 第七代   | 那木札勒珠爾默特策林           | 1831年－1850年 | 策登多爾濟之子             |
| 第八代   | 瑪哈巴咱爾                     | 1850年－1852年 | 那木札勒珠爾默特策林族之子 |
| 第九代   | 喇特那巴咱爾（布雅庫勒哲依圖） | 1852年－1876年 | 瑪哈巴咱爾之子             |
| 第十代   | 布彥綽克圖                     | 1876年－1891年 | 瑪哈巴咱爾之子             |
| 第十一代 | 布彥蒙庫                       | 1891年－1916年 | 布彥綽克圖之子             |
| 第十二代 | 滿楚克札布                     | 1917年－1947年 | 布彥蒙庫之子               |
| 第十三代 | 恭本德吉特                     | 1947年－1949年 | 滿楚克札布之子             |

## 延伸阅读
[在维基数据编辑]
 《清史稿·卷523》，出自趙爾巽《清史稿》